# Нирштајн
Нирштајн (њем. Nierstein) општина је у њемачкој савезној држави Рајна-Палатинат. Једно је од 66 општинских средишта округа Мајнц-Бинген. Према процјени из 2010. у општини је живјело 7.867 становника. Посједује регионалну шифру (AGS) 7339043.

## Географски и демографски подаци
Нирштајн се налази у савезној држави Рајна-Палатинат у округу Мајнц-Бинген. Општина се налази на надморској висини од 84 метра. Површина општине износи 19,3 km². У самом мјесту је, према процјени из 2010. године, живјело 7.867 становника. Просјечна густина становништва износи 407 становника/km².

## Међународна сарадња
| Мјесто          | Држава    | Врста сарадње | Од    |
| --------------- | --------- | ------------- | ----- |
| Мастрихт        | Холандија | пријатељство  | 1995. |
| Боволоне        | Италија   | пријатељство  | 1996. |
| Жевре Шамбертен | Француска | партнерство   | 1963. |
| Извор           |           |               |       |